# براندون بوستيك
براندون بوستيك (بالإنجليزية: Brandon Bostick)‏ هو لاعب كرة قدم أمريكية أمريكي، ولد في 3 مايو عام 1989، في فلورنس في الولايات المتحدة.

## وصلات خارجية
- براندون بوستيك على موقع مرجع كرة القدم المحترفة.كوم (الإنجليزية)